# Bali Sándorné
Bali Sándorné (született Szorcsik Mária; Budapest, 1927. november 29. – Budapest, 2010. március 28.), az 1956-os forradalom résztvevője, a Történelmi Igazságtétel Bizottság egyik alapítója, a Nagy Imre-érdemrend kitüntetettje.

## Életútja
1927-ben született második gyermekként Budapesten. Kalaposnak tanult, majd manikűrösként dolgozott nyugdíjba vonulásáig.
Az 1956-os forradalomban – férje, Bali Sándor, a Nagy-budapesti Központi Munkástanács vezetője oldalán – részt vett a tüntetéseken, a szovjet csapatok bevonulása után a munkásellenállás egyik szervezője volt.
A Történelmi Igazságtétel Bizottság alapító tagja, a Magyar Politikai Foglyok Szövetsége (POFOSZ) kitüntetettje volt. 2004-ben Mádl Ferenc köztársasági elnök Nagy Imre-érdemrendet adományozott számára. 2005-ben Mérei Anna és Katona Zsuzsa Harminckét sor című dokumentumfilmjében, 2006-ban a Csapataink harcban álltak című dokumentumfilmben szerepelt, amelyet unokája, ifj. Bali Sándor készített az „50. emlékév" keretében.
2010. március 28-án hosszan tartó betegség után hunyt el Budapesten, ugyanazon a napon, amelyen férje 1963-ban közkegyelemmel szabadult.

## Külső hivatkozások
- Lőcsei Gabriella: Csoda volt, kegyelmi idő 1956.[halott link] Magyar Nemzet Online, 2005. október 22.